# 557 هـ
557 هـ هي سنة في التقويم الهجري امتدت مقابلةً في التقويم الميلادي بين سنتي 1161 و1162.

## أحداث
- أبو حامد الغرناطي يدوّن كتابه تحفة الألباب ونخبة الإعجاب بالموصل.

## مواليد
- الوراني الموصلي
- عبد اللطيف بن يوسف البغدادي

## وفيات
- ابن زهر